# 让-菲利普·多雷勒
让-菲利普·多雷勒（法語：Jean-Philippe Daurelle，1963年12月28日—），法国男子击剑运动员。他曾代表法国参加1992年和1996年夏季奥林匹克运动会击剑比赛，其中1992年奥运会获得一枚铜牌。